# Morozówka (obwód homelski)
Morozówka (biał. Марозаўка, Marozauka, ros. Морозовка, Morozowka; hist. pol. Nowe Zakruże, ros. Новое Закружье, Nowoje Zakrużje)  – dawna wieś na Białorusi, w obwodzie homelskim, w rejonie dobruskim, około 24 km na północny wschód od Dobrusza. Położona w pobliżu jeziora Rewucze.
W wyniku katastrofy w elektrowni jądrowej w Czarnobylu i skażenia promieniotwórczego mieszkańcy wsi zostali przesiedleni.
Wieś została oficjalnie zlikwidowana w 2008 roku.